# Casimir Martin Sosnowski
Pour les articles homonymes, voir Sosnovski.
Casimir Sosnowski, (nom complet en polonais Kazimierz Marcin Sosnowski ) né le 12 novembre 1857 à Wincenta (Pologne) et mort le 7 février 1942  dans le 8e arrondissement de Paris, est un Ingénieur civil polonais, naturalisé français en 1900.

## Biographie
Kazimierz Marcin Sosnowski est le fils de Caliste Sosnowski (1826-1900) et de Karolina Godlewska (1830-1902).
Il étudie à l'école polytechnique de Saint-Pétersbourg et obtient son diplôme d'ingénieur, puis émigre en France.
En 1890, il épouse à Paris Helena Goldszpiegel (1864-1942), docteur en médecine, Bruno Abakanowicz et Ladislas Mickiewicz sont les témoins majeurs de cette union.
Conseiller de commerce extérieur, il est membre de la chambre de commerce de Paris.
Il publie de nombreux ouvrages, notamment sur la machine à vapeur.
Il est administrateur-directeur de la société des turbines à vapeur du système Laval et l'un des créateurs de l'industrie des turbines à vapeur.
Il est mort en février 1942, à son domicile de la rue Clément-Marot, une semaine après son épouse.

## Publications
- Roues et Turbines à Vapeur (1904)

## Distinctions
- 1908 : Chevalier de l'Ordre national de la Légion d'honneur[4].